# Sumgait
Sumgait (azer. Sumqayıt; ros. Сумгаит, Sumgait; Сумгайыт, Sumgajyt) – miasto we wschodnim Azerbejdżanie, położone nad Morzem Kaspijskim, u nasady Półwyspu Apszerońskiego, na jego północnym brzegu. Leży w odległości 35 km na północ od stolicy kraju Baku. Współrzędne geograficzne: 40°35′N 49°38′E/40,583333 49,633333. Ludność: 262,4 tys. (2003). Sumgait to trzecie pod względem liczby ludności miasto kraju. Pod względem administracyjnym Sumgait jest jednym z jedenastu miast wydzielonych (şəhər).
Sumgait to przemysłowe miasto założone 22 listopada 1949 jako główny ośrodek przemysłu metalowego i chemicznego.
W mieście znajduje się uniwersytet państwowy.
27 lutego 1988 doszło w Sumgaicie do napaści na tle etnicznym na sumgaickich Ormian. W wyniku trzydniowych starć zginęły 32 osoby, a kilkaset zostało rannych. 
Wydarzenia z Sumgaitu były zapowiedzią zbrojnego konfliktu pomiędzy Azerbejdżanem a Armenią o Górski Karabach, który wybuchł w 1991. Obecnie w mieście zdecydowaną większość (96%) stanowią Azerowie.

## Współpraca
- Rustawi, Gruzja
- Czerkasy, Ukraina
- Pitești, Rumunia
- Ludwigshafen am Rhein, Niemcy
- Bari, Włochy
- Aktau, Kazachstan
- Linz, Austria
- Mohylew, Białoruś
- Niewinnomyssk, Rosja
- Genua, Włochy
- Zhuzhou, Chińska Republika Ludowa
- Ceyhan, Turcja